# Teinopodagrion vilorianum
Teinopodagrion vilorianum är en trollsländeart som beskrevs av De Marmels 2001. Teinopodagrion vilorianum ingår i släktet Teinopodagrion och familjen Megapodagrionidae. IUCN kategoriserar arten globalt som otillräckligt studerad. Inga underarter finns listade i Catalogue of Life.